# Arch Linux
Az Arch Linux egy független, x86-64 architektúrájú mikroprocesszorokra optimalizált közösségi Linux-disztribúció, közép- és haladó szintű Linux felhasználók számára. Az Arch Linux feltelepítését követően egy alaprendszert biztosít parancssoros felhasználói felülettel, lehetővé téve a felhasználóknak a rendszer további összetevőinek megválasztását, telepítését, konfigurálását. Az Arch Linux egyedülálló csomagkezelő rendszere lehetővé teszi, hogy naprakészen tartsuk a rendszerünket, a legfrissebb csomagokhoz jussunk hozzá anélkül, hogy a disztribúció újabb kiadásaira kellene váltanunk.
Az Arch Linux-ot Judd Vinet alapította 2002-ben (melyet a Per Lidén által fejlesztett Linux-disztribúció, a CRUX inspirált), aki 2007 októberéig a projekt vezető fejlesztője volt. Ezt követően Aaron Griffin vette át a projektmenedzser szerepét egészen 2020 februárjáig. A jelenlegi vezető fejlesztő Polyak Levente.

## Történet
Az Arch Linux-ot 2001 elején kezdte el fejleszteni Judd Vinet kanadai programozó, első stabil kiadása pedig 2002. március 11-én jelent meg. A disztribúciót a Slackware, a Polish Linux Distribution és a CRUX letisztultsága ihlette, így Vinet ezek alapelveit követve építette fel rendszerét a Pacman csomagkezelővel együtt, a csomagok automatikus kezelését biztosítandó.

## Jellegzetességei
A rendszer elsősorban a Keep It Simple, Stupid szemléletet követi, mi szerint minden programhoz csak a minimálisan a működéshez szükséges függőségeket és konfigurációs beállításokat mellékeli, ezzel a lehető legnagyobb terepet adva a felhasználónak a testreszabásra. Ebben segítségére van a nem hivatalosan legjobbként elismert wiki oldala.
A legtöbb felhasználó számára a legszokatlanabb azonban a rendszer telepítése, emiatt tartják többek között "nehéz" disztribúciónak, holott csak alkalmazkodik a rendszer általános filozófiájához. A korábbi kiadások még tartalmaztak telepítőprogramot, igaz eléggé minimalista megközelítésűt, azonban ez sem volt kellően egyszerű, ezért a fejlesztők elhagyták. Ehhez hozzájárult még az a tény is, hogy normális esetben egy operációs rendszert nem szokás túl sűrűn telepíteni, ezért nem éri meg energiát fektetni egy telepítőprogramba. Helyette egy könnyen értelmezhető útmutatót készítettek a disztribúció wiki oldalán, ez alapján bárki könnyedén és egyszerűen telepítheti a rendszert.

### Az archinstall script
2021 áprilisától kezdődően az Arch Linux hivatalos telepítőmédiuma tartalmazza az archinstall nevű félautomata telepítőt. Ez egy Python nyelven írt, menüvezérelt parancssori eszköz, amely lehetővé teszi az Arch Linux viszonylag egyszerű és gyors telepítését. A felhasználók az eszköz segítségével kiválaszthatják többek között a partíciós sémát, a fájlrendszert, a kívánt asztali környezetet, valamint a rendszerbetöltőt és egyéb alapbeállításokat. Az archinstall nem kötelező, a hagyományos, kézi módszer továbbra is elérhető azok számára, akik teljes kontrollt szeretnének a rendszerük felett.

## Csomagkezelés
Az Arch Linux elsősorban bináris csomagokra épül. Ezeket a csomagokat a Pacman csomagkezelő kezeli, beleértve a telepítést, frissítést és az eltávolítást. Jelenleg három hivatalos csomagforrás létezik:
- Alap (Core) – Az alapvető Arch csomagokat tartalmazza, néhány kiegészítő szoftverrel, és teljesen működő alaprendszer állítható össze belőle.[8]
- Extra (Extra) – Olyan csomagokat tartalmaz, amelyek nem szükségesek az alap rendszerhez, gyakran alternatívaként szolgálnak az aktuális csomagforrásban lévő programok helyett.[8]
- Tesztelésre szánt (Testing) – Ebben a forrásban lévő csomagok kárt okozhatnak a rendszerben, hibajelentések készítéséhez használják.[8]

Az Unstable tároló 2008 júliusában megszüntetésre került, és a legtöbb csomag más tárolókra költözött.

### Arch User Repository (AUR)
A hivatalos csomagforrásokon kívül számtalan, felhasználók által közzétett csomag érhető el az Arch Linux felhasználói közösségének csomagforrásán keresztül. Ezek a csomagok viszont csak forráskódot és csomagolási utasításokat, úgynevezett PKGBUILD fájlokat tartalmaznak. Ezek az Arch Build System (ABS) részét képezik, ami egy ports-szerű rendszer, ami a csomag forráskódjának fordítását és bináris csomaggá alakítását automatizálja.
Regisztrálás után bárki létrehozhat AUR csomagokat és megbízható személynek nem szükséges ellenőrizni ezeket, ezért különleges odafigyelést szükséges, hogy ne futtassunk kártékony PKGBUILD szkripteket.
Az Arch User Repository olyan csomagokkal látja el a közösséget, amik a hivatalos tárolókba valamilyen okból nem kerültek be. Ilyen ok lehet:
- Licencelési problémák: szabadon nem terjeszthető, bár ingyenes szoftver feltölthető ide, hiszen az AUR a program forráskódját nem tárolja, csak a letöltését és telepítését irányító szkriptet. Ilyen freeware, de tulajdonosi licenc által szabályozott program például a Google Earth és Zoom.
- Módosított csomagok: ezeknek egy változata megtalálható a hivatalos tárolókban, de ezekben másmilyen, a fordítás közben kiválasztható opció van engedélyezve. Ide tartoznak a kevésbé népszerű patchset-ekkel módosított kernelek, vagy akár az alapprogramok olyan változatai, amik SELinux-támogatást tartalmaznak.
- Ritka programok: nincs elég felhasználója ahhoz, hogy megérje az Arch Linux kevés fenntartójának foglalkoznia velük.
- Béta, "nightly" és verziókezelős programok: ezek nagyon újak és kevés tesztelésen estek át, így instabilak. A stabil és támogatott változatuk ezeknek általában megtalálható a hivatalos tárolókban. A Firefox naponta frissülő változata a firefox-nightly nevet kapta. A verziókezelős csomag ezeknek olyan speciális esete, ami verziókezelővel rendszerezett tárolóból a forráskód legfrissebb változatát tölti le. Nagy projektek esetében naponta akár többször frissülhetnek ezek. Ezek a verziókezelő nevét megjelenítik a nevük végén (pl. oh-my-zsh-git).

Találkozhatunk még -bin végződésű csomagokkal is, amik az upstream fejlesztő által fordított változatot telepítik. Ezek nem bináris csomagok, ugyanúgy csomagolni kell ezeket, mint a forráskódos csomagokat, ami nagy programok esetén szintén hosszú folyamat.
Az AUR-ról való telepítés hagyományosan a PKGBUILD repójának klónozásából, a makepkg-vel történő csomagolásból és a Pacman általi telepítésből állt.  A közösség több segédprogramot (AUR-helper) készített (pl. yay), amik ezeket a lépéseket és a legfrissebb változatok megkeresését automatizálják. Ezeket népszerűségük ellenére nem vették be a hivatalos tárolókba, mert potenciálisan veszélyes programok telepítését egyszerűsítik.

## Verziók
Az Arch Linux egy állandóan frissülő disztribúció, szinte naponta jelennek meg hozzá új csomagok. Ezt a kiadási filozófiát rolling release-nek (am. gördülő kiadás) nevezzük. Ennek révén a csomagkezelőt használva, a felhasználók nagyon könnyen naprakészen tarthatják rendszerüket. 2012.07.15. óta minden hónapban friss ISO lemezkép érhető el, ezek szerepe azonban mindössze a telepítési rendszer indítása, így tetszőleges verziót indíthatunk, a telepítés után feltétlenül naprakész operációs rendszerünk lesz.
| Verzió     | Kódnév      | Kiadás dátuma        |
| ---------- | ----------- | -------------------- |
| 2012.07.15 | 2012.07.15  | 2012. július 15.     |
| 2011.08.19 | 2011.08.19  | 2011. augusztus 19.  |
| 2010.05    | 2010.05     | 2010. május 17.      |
| 2009.08    | 2009.08     | 2009. augusztus 9.   |
| 2009.02    | 2009.02     | 2009. február 16.    |
| 2008.06    | Overlord    | 2008. június 24.     |
| 2007.08.2  | Don't Panic | 2007. október 7.     |
| 2007.08.1  | Don't Panic | 2007. szeptember 10. |
| 2007.08    | Don't Panic | 2007. augusztus 15.  |
| 2007.05    | Duke        | 2007. május 17.      |
| 0.8        | Voodoo      | 2007. március 31.    |
| 0.7.2      | Gimmick     | 2006. május 23.      |
| 0.7.1      | Noodle      | 2006. január 5.      |
| 0.7        | Wombat      | 2005. január 24.     |
| 0.6        | Widget      | 2004. március 1.     |
| 0.5        | Nova        | 2003. június 21.     |
| 0.4        | Dragon      | 2002. december 18.   |
| 0.3        | Firefly     | 2002. augusztus 7.   |
| 0.2        | Vega        | 2002. április 17.    |
| 0.1        | Homer       | 2002. március 11.    |

## Ismert telepítők
- Arch Linux Anywhere
- Revenge Installer
- Archfi
- Calam Arch